# Bruneis distrikt

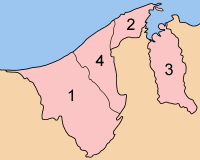
Karta över Bruneis distrikt

Bruneis distrikt är första nivåns administrativa indelning i Brunei. Landet är indelat i fyra distrikt (malajiska: daerah) vilka i sin tur är indelade i 38 mukim.

## Bruneis distrikt
| Nr | Distrikt     | Huvudstad           | Yta   | Invånarantal (1998) |
| 1. | Belait       | Kuala Belait        | 2 725 | 59 600              |
| 2. | Brunei-Muara | Bandar Seri Begawan | 570   | 213 800             |
| 3. | Temburong    | Bangar              | 1 166 | 9 300               |
| 4. | Tutong       | Tutong              | 1 303 | 35 200              |